# Калиманци (Варненская область)
Калиманци (болг. Калиманци) — село в Болгарии. Находится в Варненской области, входит в общину Суворово. Население составляет 282 человека.

## Политическая ситуация
Калиманци подчиняется непосредственно общине и не имеет своего кмета.
Кмет (мэр) общины Суворово — Павлин Михайлов Параскевов (независимый) по результатам выборов.